# Bendorf (Mayen-Koblenz)
Bendorf é uma cidade da Alemanha localizada no distrito de Mayen-Koblenz, estado da Renânia-Palatinado.